# Don Chaffey
Don Chaffey (* 5. August 1917 in Hastings, East Sussex, England; † 13. November 1990 auf Kawau Island, Neuseeland) war ein britischer Regisseur.

## Leben
Chaffey begann seine Karriere 1945 als Assistenz-Artdirector bei Der letzte Sündenfall, einem Drama mit Rex Harrison und Lili Palmer in den Hauptrollen. Nach mehreren Filmen als Artdirector führte er 1951 im klassischen Kinderfilm Aufnahme 63 fehlt! erstmals Regie. Ab Mitte der 1950er Jahre arbeitete er zudem für das britische Fernsehen und führte unter anderem die Regie bei Fernsehadaptionen von Robin Hood und Charlie Chan. In den 1960er Jahren drehte er mehrere Fantasyfilme, darunter die mit dem Effektspezialisten Ray Harryhausen entstandenen Jason und die Argonauten und Eine Million Jahre vor unserer Zeit.
Mit Patrick McGoohan in der Hauptrolle entstand 1954 die Disney-Produktion Die drei Leben von Thomasina. Mit McGoohan drehte er im Anschluss 14 Episoden dessen Serie Geheimauftrag für John Drake sowie vier Folgen dessen Kultserie Nummer 6. Chaffeys in der Tradition der Italowestern gedrehter Western Unter tödlicher Sonne wurde 1974 bei den Internationalen Filmfestspielen Berlin für den Goldenen Bären nominiert. 1977 führte er bei Elliot, das Schmunzelmonster ein weiteres Mal die Regie bei einer Disney-Produktion, in der Folge arbeitete er ausschließlich in den USA. Nach seinem letzten Spielfilm R.O.B.O.D.O.G., der auf einer Idee von Joseph Barbera basierte, arbeitete er als Episoden-Regisseur für verschiedene erfolgreiche US-amerikanische Serienformate wie MacGyver und Airwolf.

## Filmografie (Auswahl)
- 1951: Aufnahme 63 fehlt! (The Case of the Missing Scene)
- 1954: Tödliche Geschäfte (Time Is My Enemy)
- 1956: Der Preis für fünf Jahre Glück (The Secret Tent)
- 1957: Der Pedbury-Fall (The Girl in the Picture)
- 1957: Frauen, die uns nachts begegnen (The Flesh Is Weak)
- 1958: Gegen Sitte und Moral (A Question of Adultery)
- 1958: Schrei im Morgengrauen (The Man Upstairs)
- 1959: Verrat im Camp 127 (Danger Within)
- 1960: Dentist in the Chair
- 1961: Nearly a Nasty Accident
- 1961: Greyfriars Bobby (Greyfriars Bobby: The True Story of a Dog)
- 1961: Verpfiffen (A Matter of WHO)
- 1962: Der Prinz und der Bettelknabe (The Prince and the Pauper)
- 1963: Jason und die Argonauten (Jason and the Argonauts)
- 1963: Die drei Leben von Thomasina (The Three Lives of Thomasina)
- 1964: Kollege stirbt gleich (A Jolly Bad Fellow)
- 1964: Das Schaukelpferd (Horse Without a Head)
- 1964–1966: Geheimauftrag für John Drake (Danger Man, Fernsehserie, 15 Folgen)
- 1965: Einmal wird abgerechnet (The Crooked Road)
- 1966: Eine Million Jahre vor unserer Zeit (One Million Years B.C.)
- 1966–1967: Der Baron (The Baron, Fernsehserie, 2 Folgen)
- 1967: Nummer 6 (The Prisoner, Fernsehserie, 4 Folgen)
- 1967: Königin der Wikinger (The Viking Queen)
- 1968–1969: Mit Schirm, Charme und Melone (The Avengers, Fernsehserie, 5 Folgen)
- 1970: Sex vor sechs Millionen Jahren (Creatures the World Forgot)
- 1971: Bettys roter Salon (Clinic Exclusive)
- 1973: Unter tödlicher Sonne (Charley One-Eye)
- 1974: Verfolgung (Persecution)
- 1975: Mein wildes Pony (Ride a Wild Pony)
- 1976: Der vierte Wunsch (The Fourth Wish)
- 1977: Elliot, das Schmunzelmonster (Pete’s Dragon)
- 1977: CHiPs (Fernsehserie, eine Folge)
- 1978: Unsere Lassie (The Magic of Lassie)
- 1978: Lassie – Ein neuer Anfang (Lassie: A New Beginning)
- 1978: Strandparty (Shimmering Light, Fernsehfilm)
- 1978–1981: Drei Engel für Charlie (Charlie’s Angels, Fernsehserie, 10 Folgen)
- 1979: R.O.B.O.D.O.G. (C.H.O.M.P.S.)
- 1981–1982: Fantasy Island (Fernsehserie, 7 Folgen)
- 1982–1983: T. J. Hooker (Fernsehserie, 6 Folgen)
- 1985: Spenser (Fernsehserie, eine Folge)
- 1986: Hunter (Fernsehserie, eine Folge)
- 1986: Airwolf (Fernsehserie, eine Folge)
- 1986–1987: MacGyver (Fernsehserie, 2 Folgen)
- 1987: Stingray (Fernsehserie, eine Folge)
- 1989: In geheimer Mission (Mission: Impossible, Fernsehserie, 4 Folgen)

## Auszeichnungen
- November 1961: Film des Monats der Evangelischen Filmgilde für Schrei im Morgengrauen (The man upstairs, UK 1958)
- 1974: Nominierung für den Goldenen Bären bei den Internationalen Filmfestspielen Berlin